# كيفن هيلي (ناشط)
كيفن هيلي (بالإنجليزية: Kevin Healey)‏ هو ناشط بريطاني، ولد في 27 مايو 1974 في ستوك أون ترينت في المملكة المتحدة.

## وصلات خارجية
- الموقع الرسمي